# پیر انجلو کونتی مانزینی
پیر انجلو کونتی مانزینی (انگلیسی: Pier Angelo Conti Manzini; ۳۰ ژوئن ۱۹۴۶ – ۲۸ اکتبر ۲۰۰۳) قایقران روئینگ اهل ایتالیا بود.